# Een man die slaapt
Een man die slaapt (Frans: Un homme qui dort) is een roman van de Franse schrijver Georges Perec. Het Franse origineel werd uitgegeven door uitgeverij Denoël in 1967.
De titel van zijn roman is ontleend aan een beroemde passage uit À la recherche du temps perdu van Marcel Proust.
Un homme qui dort is in 1974 door Georges Perec en Bernard Queysanne verfilmd, in een bij de tijdgeest passende, psychedelische vormgeving. De hoofdrol wordt gespeeld door Jacques Spiesser. De film krijgt datzelfde jaar de Prix Jean Vigo.
De Vlaams-Nederlandse theatergroep BOG. neemt de tekst van Perec in 2018 tot uitgangspunt voor een muzikale voorstelling onder de titel Iemand die slaapt (in coproductie met Het Zuidelijk Toneel).

## Samenvatting

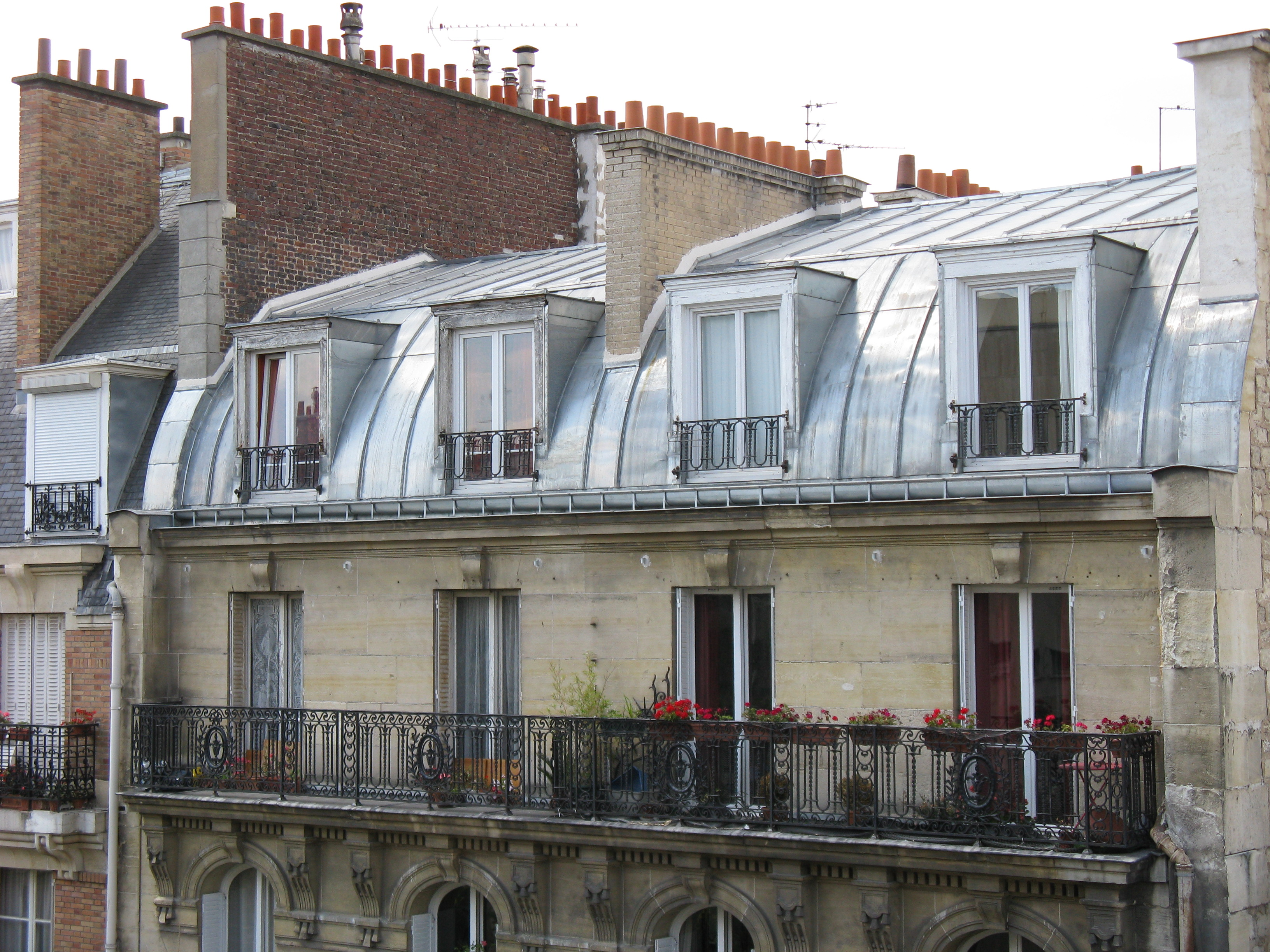

De hoofdpersoon, een student sociologie, trekt zich van de ene dag op de andere terug uit het leven en legt zich toe op onverschilligheid. Hij blijft zitten op zijn zolderkamertje in de Rue Saint-Honoré, valt in slaap, luistert naar de klokken van de Église Saint-Roch en naar het gestommel van zijn buurman, speelt patiences en legt in een roze plastic teiltje drie paar sokken te weken. Hij maakt lange omzwervingen door Parijs. Hij streeft naar een toestand van ataraxie, van onthechting, maar komt tot het inzicht dat hij niet losstaat van de wereld om hem heen. 'De wereld heeft niet bewogen en jij bent niet veranderd. Onverschilligheid heeft voor jou geen verschil gemaakt.'
Een man die slaapt is integraal geschreven in de jij-vorm. Perec verwerkt citaten uit het werk van een groot aantal auteurs, onder wie Kafka, Melville, Dante en Joyce. Het personage van de door onverschilligheid overweldigde student keert terug in zijn latere roman Het leven een gebruiksaanwijzing (hoofdstuk LII), en krijgt daar ook een naam: Grégoire Simpson.

## Nederlandse vertaling
Un homme qui dort is tweemaal in het Nederlands vertaald. Een eerste keer in 1968 door Alfred J. de Swarte als Een slaper en opnieuw in 1996 door Rokus Hofstede als Een man die slaapt. Van die laatste vertaling verscheen in 2018 een herziene editie.